# Gerhard Köhlmeier
Gerhard Köhlmeier (* 12. September 1938 in Hard; † 8. Juli 2006 in der Lungenheilstätte Gaisbühel, Bludesch) war ein österreichischer Politiker (ÖVP). Köhlmeier war von 1969 bis 1974 Abgeordneter zum Vorarlberger Landtag und von 1970 bis 1998 Bürgermeister seiner Heimatgemeinde Hard.

## Leben
Von 1970 bis 1998 war Köhlmeier Bürgermeister der Gemeinde Hard im Bundesland Vorarlberg. Mit damals 31 Jahren bei seinem Amtsantritt war er der jüngste Bürgermeister Österreichs.
Darüber hinaus war Köhlmeier von 1985 bis 1995 Präsident des Vorarlberger Gemeindebundes. Danach wählte ihn der Gemeindebund zu seinem Vizepräsidenten von 1995 bis 2000 sowie im Jahre 2000 zum Ehrenpräsidenten. Nach dem Ausscheiden aus dem Bürgermeisteramt war Köhlmeier unter anderem ab 1. Jänner 1999 Präsident des Instituts für Sozialdienste (IfS).
Gerhard Köhlmeier war viele Jahre als Vorsitzender des Finanzausschusses des Österreichischen Gemeindebundes tätig, bei zahlreichen Verhandlungsrunden zum Finanzausgleich und den Gemeindefinanzen war er wichtiger Partner und anerkannter Fachmann. Aus diesem Grund verlieh ihm der Österreichische Gemeindebund 2001 auch die Ehrenmitgliedschaft.
Bei der Landtagswahl in Vorarlberg 1969 wurde Gerhard Köhlmeier als Abgeordneter des Wahlbezirks Bregenz in den Vorarlberger Landtag gewählt. Er gehörte diesem vom 29. Oktober 1969 bis zum 3. November 1974 eine Legislaturperiode lang an und war während dieser Zeit Mitglied im Kulturausschuss und im Sozialpolitischen Ausschuss des Landtags.
Köhlmeier war verheiratet und Vater von vier Söhnen. Sein Sohn Harald Köhlmeier wurde 2010 ebenfalls zum Bürgermeister von Hard gewählt.